# Finale di Heineken Cup 1998-1999
La finale di Heineken Cup 1998-99 fu la gara di assegnazione del titolo di campione della 4ª edizione della massima competizione europea per club di rugby a 15.
Si tenne il 30 gennaio 1999 al Lansdowne Road di Dublino e vide di scena l'inedito confronto tra il club francese del Colomiers e la provincia irlandese dell'Ulster, che si aggiudicò l'incontro per 21-6.
Si trattò della prima vittoria di un club appartenente alla federazione irlandese e della seconda consecutiva delle Isole britanniche dopo il primo biennio di marca francese.

## Il percorso dei club finalisti

### Colomiers
I francesi vinsero un girone in cui dovettero affrontare la concorrenza di Benetton e Pontypridd (quest'ultima qualificatasi come seconda a scapito del club italiano per differenza punti fatti/subiti): nella partita d'esordio a Treviso Colomiers vinse 22-19 e incontrò la prima battuta d'arresto alla partita successiva in Galles dove fu sconfitta 32-27; successivamente capitalizzò al massimo i tre impegni interni consecutivi in cui batté nell'ordine Glasgow 34-16, Pontypridd 35-21 e Treviso 41-7.
Senza conseguenze la sconfitta a Glasgow per 17-26 nell'ultimo incontro, a qualificazione già ottenuta.
Nei quarti di finale Colomiers sconfisse sul proprio terreno la provincia irlandese di Munster 23-9 e, nella successiva semifinale, vinse il derby francese 10-6 contro Perpignano.

### Ulster
Più accidentato il percorso della squadra nordirlandese, che iniziò la sua avventura europea con un punto in due incontri, dopo il pareggio interno a Belfast 38-38 con Edimburgo e una pesante sconfitta 3-39 a Tolosa, cui tuttavia fecero seguito quattro vittorie consecutive: la gara esterna d'andata contro la gallese Ebbw Vale vinta 61-28, e quelle di ritorno contro Tolosa 29-24, Ebbw Vale 43-18 ed Edimburgo 23-21.
Ai quarti di finale Ulster ritrovò Tolosa, già incontrata nella fase a gironi, e la sconfisse 15-13 a Ravenhill, mentre in semifinale, unica irlandese tra tre francesi, affrontò i parigini dello Stade français battendoli in casa 33-27.

## La finale
La finale fu di scena allo stadio dublinese di Lansdowne Road, prima volta dell'isola d'Irlanda a ospitare l'ultimo atto della competizione; il 30 gennaio 1999 Colomiers e Ulster si affrontarono per aggiudicarsi quello che per entrambi sarebbe stato il loro primo titolo.
L'incontro fu privo di mete: il 21-6 con cui Ulster si aggiudicò il torneo fu figlio di sei piazzati di Simon Mason e un drop di David Humphreys contro due piazzati francesi di Laurent Labit e Mickaël Carré: il vantaggio iniziale fu di Colomiers, avanti 3-0 dopo solo 5 minuti, ma Mason trasformò quattro piazzati nel primo tempo chiudendo la frazione 12-3.
Il drop di Humphreys allargò il divario a inizio ripresa, e il piazzato di Carré arrivò con Colomiers ormai sotto di 18-3; l'ennesimo piazzato di Mason fissò il punteggio sul 21-6 per Ulster, la cui impresa portò per la prima volta la Coppa in Irlanda.

## Tabellino dell'incontro
| Arbitro: | Clayton Thomas |

| |              | |
| Mason 10’, 15’, 36’, 40’, 51’, 68’ | c.p.         | 5’ L. Labit 59’ Carré |
| D. Humpreys 42’ | drop         | |
| · Mason · Coulter · Cunningham · J. Bell · Park · D. Humphreys · Matchett · J. Fitzpatrick · Clarke · R. Irwin · Blair · Longwell · McKinty · Ward · McWhirter | Formazioni   | · Sadourny · Biboulet · Roque · Sieurac · Lhande · L. Labit · Galthié · Delpuech · Dal Maso · Graou · Moro · Lorenzi · De Giusti · Tabacco · Peysson |
| · McDowell · Leslie · Topping | Sostituzioni | · D. Skrela · Carré · Pueyo |
| Harry Williams | Allenatori   | Philippe Ducousso |